# Abdiqasim Salad Hassan
Abdiqasim Salad Hassan (Somálsky: Cabdiqaasim Salaad Xasan, narozen 1941) je předním politikem Somálska. Od 27. srpna 2000 do 14. října 2004 byl prezidentem exilové vlády Somálska. V současné přechodné vládě však nezastává žádnou funkci. Dříve působil také jako ministr vnitra vlády diktátora Mohameda Siada Barreho, před jeho svržením v roce 1990.
| Somálský prezident                 | Somálský prezident                 | Somálský prezident              |
| ---------------------------------- | ---------------------------------- | ------------------------------- |
| Předchůdce: Hussein Mohamed Farrah | 2000 – 2004 Abdiqasim Salad Hassan | Nástupce: Abdullahi Yusuf Ahmed |